# 長浜市立浅井中学校
長浜市立浅井中学校（ながはましりつ あざいちゅうがっこう）は、滋賀県長浜市内保町（旧浅井町）に所在する市立中学校。

## 沿革

### 旧浅井中学校
- 1947年4月1日 - 湯田村立湯田中学校、田根村立田根中学校、下草野村立下草野中学校、七尾村立七尾中学校創設
- 1948年3月31日 - 湯田・田根・下草野・七尾村学校組合立浅井中学校
- 1954年10月1日 - 町制施行により組合立解消、浅井町立浅井中学校に改称
- 1974年9月9日 - 新校舎竣工

### 浅井東中学校
- 1947年4月21日 - 上草野村立上草野中学校創設
- 1956年5月3日 - 町村合併により浅井町立上草野中学校と改称
- 1959年4月1日 - 浅井町立浅井東中学校と改称
- 2001年3月24日 - 閉校式

### 浅井中学校
- 2001年4月1日 - 浅井町立浅井中学校・浅井町立浅井東中学校統合
- 2006年2月13日 - 町村合併にともない長浜市立浅井中学校に改称[1]

## 学区
- 旧東浅井郡浅井町全域

## アクセス
鉄道
- JR北陸本線虎姫駅から約4.1km

バス
- 湖国バス浅井支所前停留所から約415m（徒歩で約5分）[2]